# مارسيلي سواريس سانتوس
مارسيلي سواريس سانتوس فيزيائية برازيلية، تعمل كأستاذ مساعد في الفيزياء وعلم الكونيات التجريبي والفيزياء الفلكية في جامعة ميشيغان.

## السيرة الشخصية
ولدت مارسيل في فيتوريا بالبرازيل عام 1983. بعد ذلك بعامين انتقلت عائلتها إلى باروابيباس في جبال كاراجاس في ولاية بارا. تخرجت في الفيزياء من جامعة إسبريتو سانتو الفيدرالية (يوفيس) في عام 2004. ثم تابعت درجة الماجستير والدكتوراه في علم الفلك من جامعة ساو باولو، ودافعت عن أطروحة الدكتوراه في عام 2010. [2]
في عام 2010 أصبحت باحثًا مشاركًا في الفيزياء الفلكية في مختبر فيرمي في باتافيا بالقرب من شيكاغو. تركزت أبحاثها في فيرميلاب على خصائص موجات الجاذبية والطاقة المظلمة. وهناك ساهمت في بناء كاميرا الطاقة المظلمة إحدى أكبر كاميرات التلسكوب في العالم، والتي وظفتها للبحث عن تصادمات انبعاث موجات الجاذبية للنجوم النيوترونية والثقوب السوداء. تمت مكافأة عملها في فيومي في عام 2014 حيث مُنحت جائزة ألفين توليستروب لأبحاثها بعد الدكتوراه. استمر العمل في مختبرها حتى عام 2017 عندما أصبحت أستاذًا مساعدًا للفيزياء في جامعة برانديز.
في عام 2019 منحت مؤسسة ألفريد بي سلون سواريس سانتوس زمالة سلون البحثية، وهي واحدة من أكثر الجوائز تنافسية والمرموقة المتاحة للباحثين في بداية حياتهم المهنية. في عام 2020 أصبحت أستاذًا مساعدًا في جامعة ميشيغان في آن أربور.